# کوپریونا
کوپریونا (به چکی: Kopřivná) یک منطقهٔ مسکونی در جمهوری چک است که در ناحیه شومپرک واقع شده‌است. کوپریونا ۱۱٫۸۵ کیلومتر مربع مساحت و ۲۹۹ نفر جمعیت دارد و ۵۷۱ متر بالاتر از سطح دریا واقع شده‌است.